# Хасан Халид Абу аль-Худа
Хасан Халид Абу аль-Худа (араб. حسن أبو الهدى‎) — премьер-министр Трансиордании с 5 сентября 1923 по 2 мая 1924, с 26 июня 1926 по 17 октября 1929 и с 17 октября 1929 по 21 февраля 1931 года.